# Legislativversammlung von Bahia
Die Legislativversammlung von Bahia, amtlich portugiesisch Assembleia Legislativa da Bahia (ALBA), ist das oberste gesetzgebende Organ des brasilianischen Bundesstaats Bahia.
Der Sitz befindet sich im Prédio Luís Eduardo Magalhães in Salvador. Das Einkammerparlament besteht aus 63 nach Verhältniswahlrecht gewählten Abgeordneten, den deputados estaduais, die auf vier Jahre gewählt werden, zuletzt bei den Parlamentswahlen im Rahmen der Wahlen in Brasilien 2018. Die Arbeit des Parlaments wird durch 12 Ständige Kommissionen unterstützt.
Parlamentspräsident ist seit 1. Februar 2021 Adolfo Menezes der Partido Social Democrático (PSD).

## Geschichte
Am 28. Februar 1821 wurde die Provinz Bahia im Kaiserreich Brasilien gegründet. Durch einen Verfassungszusatz des Kaiserreichs von 1834 konnten für die Provinzen Provinziallandtage (Assembléias Legislativas Provinciais) gebildet werden. Die erste Legislaturperiode in der Provinz Bahia wurde 1835 mit 36 gewählten Abgeordneten, den Deputados Provinciais, eröffnet, 1852 wurde die Zahl auf 42 erhöht.
Die Provinz wurde ab dem 15. November 1889 der Bundesstaat Bahia der neu proklamierten Republik Brasilien und eine Konstituierende Legislativversammlung für die Landesverfassung abgehalten. Die Bürger entschieden sich für ein Zweikammersystem, als Vorläufer der heutigen Legislativversammlung, mit dem Legislativkongress des Staats Bahia (Congresso Legislativo do Estado da Bahia) bestehend aus einem Senat, dem Senado Estadual, und einer Abgeordnetenkammer, der Câmara Estadual. Das Parlament konnte seine Arbeit bis zur 14. Legislaturperiode fortsetzen, bevor es durch den Putsch von 1930 und die Vargas-Diktatur verboten wurde (Dekret Nr. 19.398 vom 11. November 1930). Der Staat hatte sich zwar 1935 eine neue Verfassung gegeben, die jedoch wirkungslos war. Erst mit dem Ende des Estado Novo und einer neuen Bundesverfassung von 1946 konnte auch der Bundesstaat nach einer Verfassunggebenden Versammlung eine neue Legislative nach rechtsstaatlichen Prinzipien aufnehmen, diesmal als Einkammersystem und zunächst 60 vorgesehenen Abgeordneten. Sitz war der Palacete Machado in Salvador, ab 1947 wurden die Legislaturperioden neu gezählt.
Durch die Militärdiktatur folgten neue Einschränkungen für die Landesparlamente. Mit der Brasilianischen Verfassung von 1988 konnte auch der Bundesstaat Bahia sein Einkammernparlament erhalten, die Anzahl der Volksvertreter wurde der gewachsenen Bevölkerungszahl angepasst und auf 63 Abgeordnete erhöht.
2020 ist sie als Legislative für circa 14,9 Millionen Menschen zuständig.